# Daniel Habesohn
Daniel Habesohn (Wenen, 22 juli 1986) is een Oostenrijks professionele tafeltennisser. Hij speelt rechtshandig met de shakehandgreep.
Hij nam namens zijn land deel aan de Olympische Zomerspelen 2016 en 2020.

## Belangrijkste resultaten
- Goud in het mannen dubbelspel op de Europese kampioenschappen 2012 met Robert Gardos.
- Goud met het team op de Europese kampioenschappen 2015.
- Goud in het mannen dubbelspel op de Europese kampioenschappen 2018 met Robert Gardos.
- Zilver in het mannen dubbelspel op de Europese kampioenschappen 2013 met Robert Gardos.
- Zilver in het mannen dubbelspel op de Europese kampioenschappen 2015 met Robert Gardos.
- Zilver in het mannen dubbelspel op de Europese kampioenschappen 2022 met Robert Gardos.
- Brons met het team op de Europese kampioenschappen 2008.
- Brons met het team op de Europese kampioenschappen 2009.
- Brons met het team op de Europese kampioenschappen 2011.